# Йозеф Зиґмунд Еберсберґ
Йозеф Зиґмунд Еберсберґ (нім. Josef Sigmund Ebersberg; 22 березня 1799, Гросмугль, Нижня Австрія — 27 жовтня 1854, Гернальс, Відень) — австрійський письменник, журналіст, редактор.

## Життєпис
Від 1816 року вивчав право і філософію у Віденському університеті. Після успішного завершення навчання, Еберсберг став заробляти на життя як приватний репетитор у дворянських сім'ях.
1824 року Йозеф Зигмунд Еберсберг заснував журнал для молоді Feierstunden. У 1831 — газету Der Österreichischen Zuschauer, яка 1848 року була головним органом австрійських консерваторів, виступала з гострими політичними статтями проти прихильників революції 1848—1849 років у Австрійській імперії.
З ранніх творів Й. Еберсберга найбільш значущий Erzählungen für meine Söhne (1835). Його Erinnerungen an die Stürmischen Tage des Revolutionjahres (1848) і Politische Fabeln (1849) мають скоріше історичне, ніж літературне значення.
1830 року одружився з дочкою таємного радника Й. Надорі. В родині народилося два сини: Карл Юліус (1831—1876) і Оттокар Франц (1833—1886), які стали згодом письменниками.
1853 року Й. Еберсберга нагороджено Золотим Хрестом Заслуги.
Йозеф Зиґмунд Еберсберґ помер 27 жовтня 1854 року в містечку Гернальс поблизу Відня.

## Вибрані твори
- Der Mensch als Schöpfer und Zerstörer seines Glückes (1831)
- Das Buch vom guten und geselligen Tone (1834)
- Erzählungen für meine Söhne (1835)